# Sturminster Marshall
Sturminster Marshall est une paroisse civile et un village du Dorset, en Angleterre.